# Гранпре
Гранпре́ (фр. Grandpré) — коммуна во Франции, находится в регионе Гранд-Эст. Департамент коммуны — Арденны. Административный центр кантона Гранпре. Округ коммуны — Вузье.
Код INSEE коммуны — 08198.
Коммуна расположена приблизительно в 195 км к востоку от Парижа, в 60 км северо-восточнее Шалон-ан-Шампани, в 50 км к югу от Шарлевиль-Мезьера.

## Население
Население коммуны на 2008 год составляло 465 человек.
| 1962 | 1968 | 1975 | 1982 | 1990 | 2008 |
| ---- | ---- | ---- | ---- | ---- | ---- |
| 616  | 542  | 521  | 530  | 476  | 465  |

## Экономика
Основу экономики составляют сельское хозяйство (пшеница, кукуруза, рапс) и туризм.
В 2007 году среди 307 человек в трудоспособном возрасте (15—64 лет) 229 были экономически активными, 78 — неактивными (показатель активности — 74,6 %, в 1999 году было 71,9 %). Из 229 активных работали 214 человек (137 мужчин и 77 женщин), безработных было 15 (7 мужчин и 8 женщин). Среди 78 неактивных 16 человек были учениками или студентами, 27 — пенсионерами, 35 были неактивными по другим причинам.

## Награды
- Военный крест (1914—1918) — награждён 9 марта 1921 года

## Достопримечательности
- Церковь Сен-Медар[фр.] (XIII век). Исторический памятник с 1911 года.[3]
- Замок Гранпре[фр.] (XVI век). Исторический памятник с 1921 года.[4]

## Фотогалерея

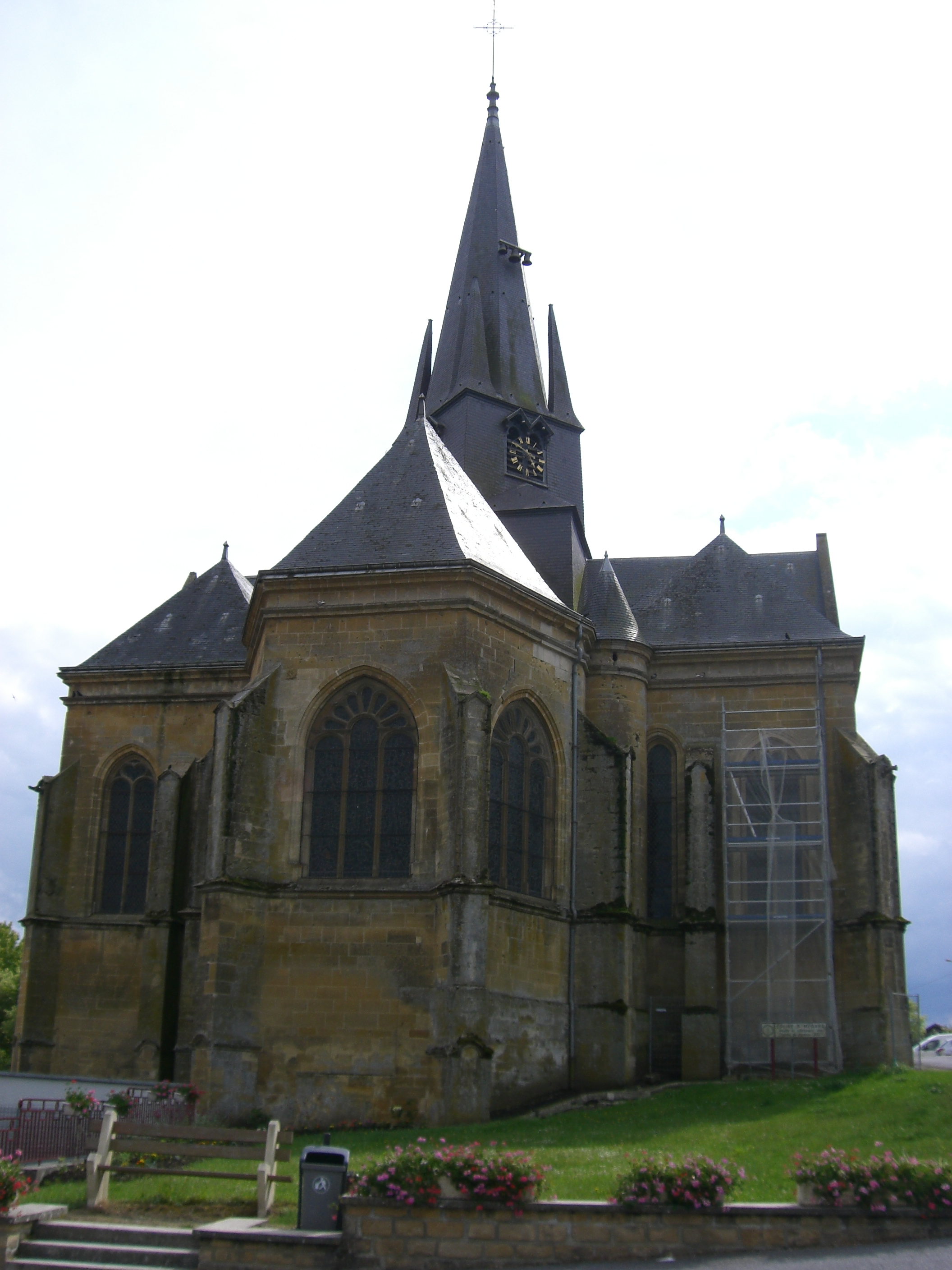
Церковь Сен-Медар
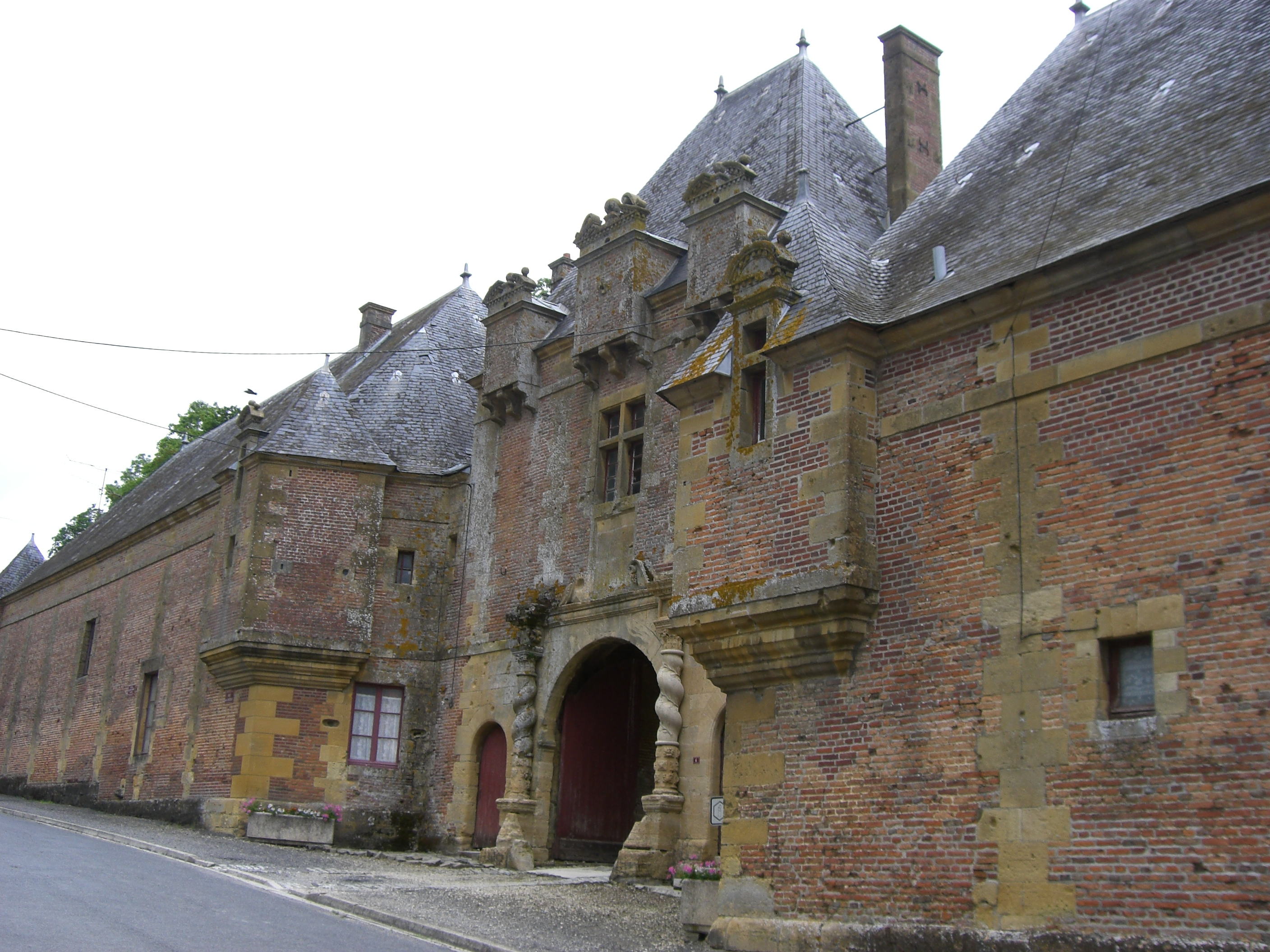
Замок Гранпре
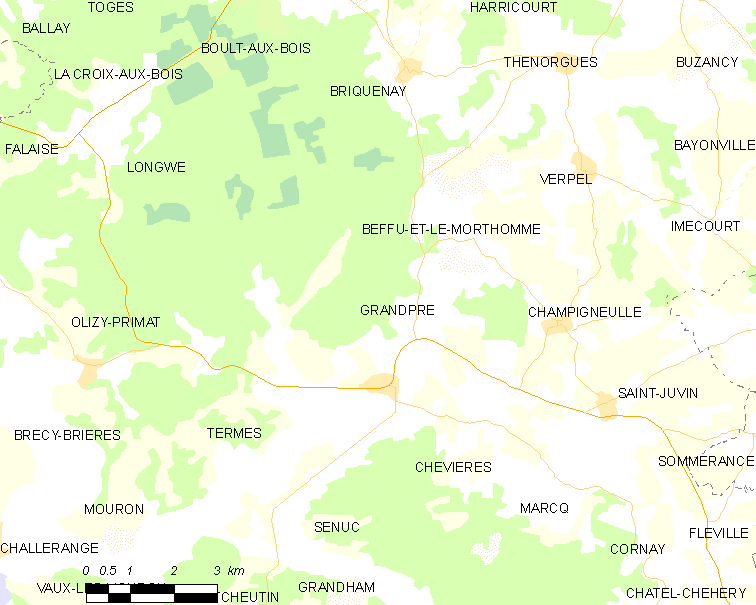
Карта коммуны